# ᵮ
La F con virgulilla inscrita (Minúscula: ᵮ) es una letra del alfabeto latino extendido utilizada en el Alfabeto Fonético Internacional compuesta de una F con una virgulilla que la atraviesa. 

## Uso
La letra ᵮ se utiliza en IPA para representar una fricativa labiodental faríngea sorda.

## Codificación
La F con virgulilla inscrita se representa con el carácter U+1D6E Unicode(del bloque extensiones fonéticas):
| Carácter      | ᵮ                                      | ᵮ                                      |
| ------------- | -------------------------------------- | -------------------------------------- |
| Unicode       | LATIN SMALL LETTER F WITH MIDDLE TILDE | LATIN SMALL LETTER F WITH MIDDLE TILDE |
| Codificación  | decimal                                | hex                                    |
| Unicode       | 7534                                   | U+1D6E                                 |
| UTF-8         | 225 181 174                            | E1 B5 AE                               |
| Ref. numérica | &#7534;                                | &#x1D6E;                               |